# Nina Mélo
Pour les articles homonymes, voir Mélo.
Nina Mélo est une actrice française, née à Aubervilliers.

## Biographie
Née à Aubervilliers de parents ivoiriens, sa mère est Bété de Gagnoa et son père Dioula de Korhogo, Nina Melo grandit en Île-de-France. Après de brèves études en communication commerciale et un BTS gestion, elle fait sa première apparition à l’écran auprès de Smaïn, dans le téléfilm Un prof en cuisine de Christiane Lehérissey.
Dès lors, elle multiplie les apparitions à la télévision. Elle décroche des rôles récurrents dans des séries telles que Trop la classe !, Merci, les enfants vont bien et surtout Nina, diffusée sur France 2, qui la fait connaitre d’un large public. Dans cette série médicale, elle incarne Leonnie « Leo » Bonheur, la pétillante infirmière au caractère bien trempé.
Parallèlement, elle tourne dans plusieurs courts-métrages et se voit récompensée par le prix ADAMI au Festival international du court métrage de Clermont-Ferrand, pour Vos violences d'Antoine Raimbault où elle joue une jeune suspect face à Éric Dupond-Moretti.
On la voit aussi au cinéma interpréter des personnages secondaires dans L'Arnacœur de Pascal Chaumeil, Bande de filles de Céline Sciamma et Orpheline d'Arnaud des Pallières. Elle joue son premier grand rôle, celui de la Dokamisa, une jeune Française de parents ivoiriens qui porte sa  double culture, dans Soleils d'Olivier Delahaye et Dani Kouyaté et Orpheline

## Filmographie

### Cinéma

#### Longs métrages
- 2008 : Des poupées et des anges de Nora Hamdi : Vanessa
- 2010 : L'Arnacœur de Pascal Chaumeil : Latisha, la jeune femme gospel
- 2012 : La Fleur de l'âge de Nick Quinn : Bernadette
- 2013 : Esclave et Courtisane de Christian Lara : Fatou
- 2014 : Bande de filles de Céline Sciamma : Caidy
- 2014 : Soleils d'Olivier Delahaye et Dani Kouyaté : Dokamisa
- 2016 : Orpheline d'Arnaud des Pallières : Cindy
- 2016 : Tant qu'on vit (Medan vi lever) de Dani Kouyaté : Kandia jeune
- 2018 : Les Affamés de Léa Frédeval : Chris
- 2024 : Black Tea d'Abderrahmane Sissako : Aya

#### Courts métrages
- 2008 : Z'avez pas vu Léon ? de Claude Théret : Aïcha
- 2013 : Vos violences d'Antoine Raimbault : Djeneba, la suspecte
- 2013 : Concours d'Aïcha Ouattara : Sophie
- 2016 : Friday Night d'Alexis Michalik : Katia

### Télévision

#### Téléfilms
- 2005 : Un prof en cuisine de Christiane Lehérissey : Lucie Tiam
- 2005 : Granny boom de Christian Lehérissey : Amina
- 2021 Comme un coup de tonnerre de Catherine Klein : Virginie la jeune interne

#### Séries télévisées
- 2006 : Trop la classe ! de Dimitri Bodiansky : Charlotte
- 2006-2007 : Alice et Charlie, 2 épisodes : Lola
  - 2006 : 1er épisode de Stéphane Clavier
  - 2007 : Témoin à domicile de Julien Seri
- 2008 : Sœur Thérèse.com, épisode Meurtre au grand bain de Pascal Heylbroeck : Laurence Lemarchand
- 2007-2008 : Merci, les enfants vont bien, 3 épisodes de Stéphane Clavier : Gloria
  - 2007 : Système B
  - 2008 : Âmes sœurs
  - 2008 : Un Ange passe
- 2009 : Adresse inconnue, épisode Quelques jours d'Alain Wermus : Cécile Marie
- 2010 : Marion Mazzano, épisode L'enfant de la prison de Marc Angelo : Valy
- 2010 : Les Bleus, premiers pas dans la police, épisode Corps étrangers de Stéphane Clavier : la victime
- 2014 : Boulevard du Palais, épisode Trepalium de Jean-Marc Vervoort : Estelle Monnier
- 2015-2021 : Nina : Léonie « Léo »Bonheur

épisodes d'Antoine Garceau : Laurie, la copine de Cyprien

### Film web interactif
- 2014 : Wei or die de Simon Bouisson : Nina

### Clip
- 2013 : Flawless[6] de  Beyoncé featuring Chimamanda Ngozi Adichie, réalisé par Jake Nava

### Doublage
- 2024 : Bad Boys: Ride or Die : voix additionnelles

## Distinctions
- Festival international du court métrage de Clermont-Ferrand 2014 : Prix Adami de la meilleure comédienne pour Vos violences d'Antoine Raimbault